# Bătălia de la Los Angeles

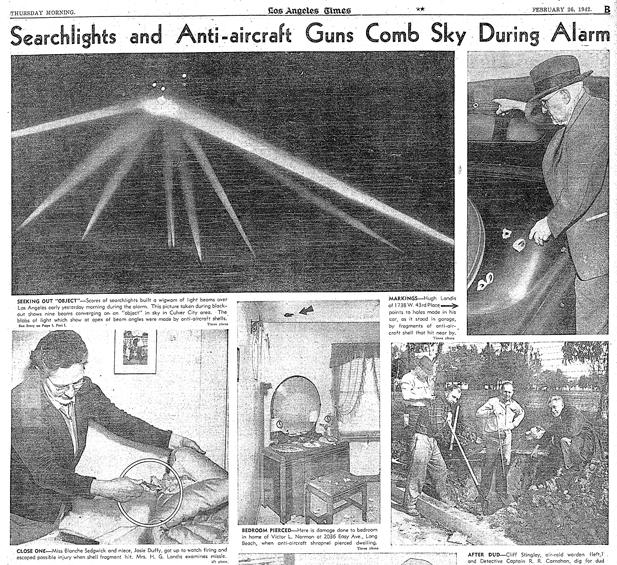
Pagina B din 26 februarie 1942 a cotidianului Los Angeles Times care prezintă imagini despre așa zisa Bătălie de la Los Angeles

a nu se confunda cu Invadarea lumii: Bătălia Los Angeles, film din 2011 de Jonathan Liebesman
a nu se confunda cu Bătălia de la Los Angeles (film), film produs de The Asylum
Bătălia de la Los Angeles este numele dat de surse contemporane zvonurilor despre un atac inamic și ulterior barajului de artilerie antiaeriană, care a avut loc pe 24-25 februarie 1942 în Los Angeles, California.

## Descrierea incidentului
Incidentul a avut loc la mai puțin de trei luni după ce Statele Unite au intrat în al doilea război mondial, ca urmare a atacului Marinei Imperiale Japoneze de la Pearl Harbor și la o zi după Bombardamentul din Ellwood (lângă Santa Barbara, California) din 23 februarie.
La începutul anului 1942, orașul Los Angeles era la limită datorită recentului atac surpriză al japonezilor de la Pearl Harbour care propulsase Statele Unite în cel de-al doilea război mondial. Amenințarea unei invazii japoneze, pe mare sau aeriană, țineau armata în alertă maximă. 
Chris Pittman: ’’Se găseau submarine germane în Oceanul Atlantic, submarine japoneze în Oceanul Pacific și oamenii erau terifiați. Apărarea antiaeriană și paza de coastă, monitorizau țărmul Pacificului, ca niciodată până atunci’’.
Albert W. Metz (martor): ’’Eram un copil de 13 ani și în acea noapte de februarie a anului 1942, sirenele au început să urle în miezul nopții. Era pană de curent. Și mai fuseseră câteva înainte’’.
Pe 25 februarie, între orele 3:12 și 4:15 a.m., Brigada a 37-a de Artilerie de Coastă din Los Angeles, a deschis foc de baraj asupra unui obiect zburător neidentificat. 
Radio CBS, 25 februarie 1942: ’’Observatorii de pe acoperișul Columbia Broadcasting Building din centrul Hollywoood au putut vedea clar flăcările tunurilor și reflectoarele măturând cerurile, într-un arc larg de-a lungul zonei de coastă’’.
C. Scott Littleton (profesor de antropologie, martor): ’’Cred că ceea ce m-a trezit, inițial, a fost sunetul tunurilor antiaeriene. Am sărit din pat și părinții mei erau deja treji. Tatăl meu era observator aerian. El s-a gândit că este un atac real.’’

### Martori oculari
Dorothy Matich (martor) ’’...am ieșit afară ca să aruncăm și noi o privire. Se trăgea peste tot. Era ca de 4 Iulie.’’
Se auzeau multe explozii puternice.  Luminile reflectoarelor se răsuceau în toate direcțiile, pe cer. Toate se focalizau, după unele surse pe un OZN ciudat, așa cum apare fotografiat a doua zi în Los Angeles Times.
C. Scott Littleton: ’’Am văzut ceea ce mama mea mereu numea un "gândac argintiu." Astăzi l-aș caracteriza ca având având forma unei pastile, ovală și alungită. Era ceva ce nu voi uita niciodată. Era prins în reflectoare și proiectile de antiaeriană explodau peste tot în jurul lui. S-a deplasat treptat cam în acest mod și apoi a început să piardă altitudine câte puțin și s-a mutat deasupra a ceea ce trebuie să fi fost Redondo Beach. I-am pierdut urma dar exploziile au continuat. Și imediat după aceea am văzut, cu toții, un grup de avioane luând urma obiectului, în trecere pe deasupra noastră, trei sau poate cinci interceptoare,în mod clar avioane clasice, cu piston, ale aviației SUA. Nimeni nu a recunoscut că acele avioane au fost vreodată pe cer. Primul nostru gând a fost că era un avion de recunoaștere japonez. Mai târziu arhivele japoneze au arătat cu certitudine, că nici un avion japonez nu a fost deasupra sudului Californiei, în acea noapte, de fapt niciodată’’.

### Poziția oficială
Secretarul de stat al marinei, Frank Knox, a a exclus posibilitatea ca avioanele japoneze să fi invadat spațiul aerian american și a atribuit incidentul, "panicii de război." Însă ministrul de război, Henry L. Stimson, l-a contrazis declarând că de fapt o aeronavă fusese ținta atacului.
Unii au susținut că raidul antiaerian de deasupra Los Angeles nu a fost nimic mai mult decât un foarte minuțios exercițiu, organizat de armată, ca să mențină oamenii pregătiți, în eventualitatea unui atac real.
Alții au pretins că a fost  un balon de baraj care scăpase din ancoră. Nici acea explicație nu pare credibilă pentru martorii oculari ai evenimentului, deoarece singurul loc unde se aflau baloane de baraj ancorate era deasupra fabricii de avioane El Segundo, Douglas North American. Ar fi trebuit să scape din ancoră, să plutească spre nord către Munții Santa Monica și apoi să coboare deasupra Los Angeles. Baloanele de baraj nu pot face astfel de manevre.
Un fapt rămâne nedisputat: în acea noapte, s-au tras circa 14.000 de proiectile în straniul obiect și a plouat cu șrapnele din cer mai bine de o oră.
Dar este puțin probabil ca armata americană să pună în pericol atâtea vieți civile pentru un exercițiu de antrenament.
Tom Horsfall: Șase oameni au fost uciși, în total, datorită accidentelor auto sau șrapnelelor ce cădeau din cer.
Peste un milion de oameni au observat obiectul neidentificat în acea noapte.
Zvonurile spuneau că s-a prăbușit în apă până la urmă și că epava a fost recuperată de scafandrii marinei.